# Joan Tarragon Garcia
Joan Tarragon Garcia (Catalunya, segle XX) fou un jugador de tennis de taula català.
Membre del Tívoli Ping Pong Club, es proclamà campió de Catalunya de dobles el 1946 fent parella amb Jaume Capdevila. A nivell estatal, fou dues vegades campió d'Espanya en la modalitat de dobles (1944, també amb Jaume Capdevila, i 1955, famb Josep Lhorman). També competí amb el CTM Barcelona.